# Западне
Западне́ — село в Україні, у Дворічанській селищній громаді Куп'янського району Харківської області. Населення становить 350 осіб.
Село було тимчасово окуповане російськими військами з 24 лютого 2022 року, було звільнено під час Харківського контрнаступу.

## Географія
Село Западне знаходиться за 3 км від річки Оскіл (правий берег) і за 5 км від смт Дворічна. До села примикає кілька лісових масивів: урочище Парнянський, урочище Плоский Ліс (дуб). Поруч проходить автомобільна дорога Р79.

## Історія
- 1902 — дата заснування.
- 7 (20) листопада 1917 року, відповідно до.Третього Універсалу Української Центральної Ради, увійшло до складу Української Народної Республіки[1].
- Село постраждало внаслідок геноциду українського народу, проведеного урядом СРСР в 1932—1933 роках, кількість встановлених жертв в Дворічному, Будьонівці, Великих Подвірках, Малих Подвірках, Вільшанах, Западному, Ломачному, Раковій, Сагунівці, Червоній Долині, Шевченківській громаді — 113 людей[2].
- 12 червня 2020 року, відповідно до Розпорядження Кабінету Міністрів України  № 725-р «Про визначення адміністративних центрів та затвердження територій територіальних громад Харківської області», увійшло до складу Дворічанської селищної громади.[3]
- 19 липня 2020 року, в результаті адміністративно - територіальної реформи та ліквідації Дворічанського району, село увійшло до складу Куп'янського району Харківської області[4].

## Економіка
- ФГ «Маркіза».
- ТОВ «Дари Ланів».

## Об'єкти соціальної сфери
- Дитячий садок.
- Школа I—II ст.
- Клуб.